# حكومة محمد داوود
حكومة محمد داوود هي الحكومة الستون من حكومات المملكة الأردنية الهاشمية. شكّل محمد داوود العباسي الحكومة في 16 سبتمبر عام 1970م، بتكليف من ملك الأردن الحسين بن طلال. وقد حلّت الحكومة في 24 سبتمبر 1970. واستمر الحكومة لمدة عشرة أيام خلال بداية احداث أيلول الأسود.
تكون الحكومة من سبعة جنرالات وثلاثة ضباط من رتبه عقيد وثلاثة ضباط من رتبة رائد. وتم تعيين المشير حابس المجالي قائدا للجيش بدلا من الجنرال مشهور حديثة الجازي.

## وصلات خارجية
- موقع رئاسة الوزراء